# Маятникова міграція
Маятникова міграція — умовна назва регулярних (зазвичай — щоденних) поїздок населення з одного населеного пункту (місця проживання) до іншого — на роботу або навчання та назад. Маятникова міграція є результатом невідповідності розміщення виробництва та розселення людей. Особливо розвинена маятникова міграція у приміських зонах великих міст, міських агломераціях, метрополісах. Маятникову міграцію не відносять до міграції населення.
Маятникова міграція виникає в суспільствах, де доступ до сучасних транспортних засобів дозволяє людям жити далеко від місця своєї роботи. До XIX століття більшість людей жило в межах пішої ходи від місця роботи. Виникнення маятникової міграції мало великий вплив на життєвий уклад, дозволило містам розростися до раніше недосяжних розмірів, що привело до розквіту міських передмість.
Разом з тим, маятникова міграція створює й багато нових проблем, пов'язаних із масовою автомобілізацією, проблемами транспорту у години пік, нестачею парковок, гаражів, зростанням вихлопів та погіршенням екологічної обстановки у міському та приміському середовищі.

## Вплив на розвиток міст
Маятникова міграція — основний механізм утворення міських агломерацій, рушійна сила територіального зростання міст та субурбанізації. Ефекти маятникової міграції на розвиток міст залежать від її інтенсивності, а вона, у свою чергу, — від економічного потенціалу міста та розвитку транспорту.
При випереджаючому розвитку транспорту, маятникова міграція веде до стрімкого екстенсивного зростання міст, забудові передмість житловими кварталами та утворення класичних спальних районів. Міське середовище при цьому сильно поляризується, центр різко контрастує з периферією. Розвивається центр-периферійна майнова та соціальна сегрегація. Населення агломерації швидко збільшується за рахунок припливу мігрантів упередмістя, що забудовуються.
Надалі, при уповільненні розвитку транспорту, які супроводжуються автомобільні пробки та робота у режимі перевантажень, розвиток міста здійснюється повільніше та гармонійніше. Транспортні обмеження ведуть до зростання цін на нерухомість та виносу частини робочих місць з центру міста, благоустрою та розвитку інфраструктури в колишніх спальних районах. Неможливість добиратися на роботу з передмість й зростання цін на житло призводять до ущільнення та підвищення поверховості забудови в місті та «відродження» передмість. Соціальна та майнова сегрегація зберігається, але визначається вже не близькістю того чи іншого району до центру, а іншими факторами.

## Етапи розвитку
На початкових етапах розвитку агломерацій, особливо тих, які мають яскраво виражену гіпертрофію центру, щоденна маятникова міграція спрямована переважно зі спальних районів та міст-супутників до історичного центру (ядра) міста. Однак у міру вичерпання ресурсного потенціалу ядра, зростання субурбанізаціонних процесів, розвитку окраїнною інфраструктури, підвищення рівня людності та економічної спеціалізації околиць, зростання рівня самодостатності міст-супутників з'являється й зворотний потік: жителі високоубанізорванного ядра починають брати участь у маятниковій міграції на периферію. Таким чином, виникають два зустрічних потоку.

### Київська агломерація

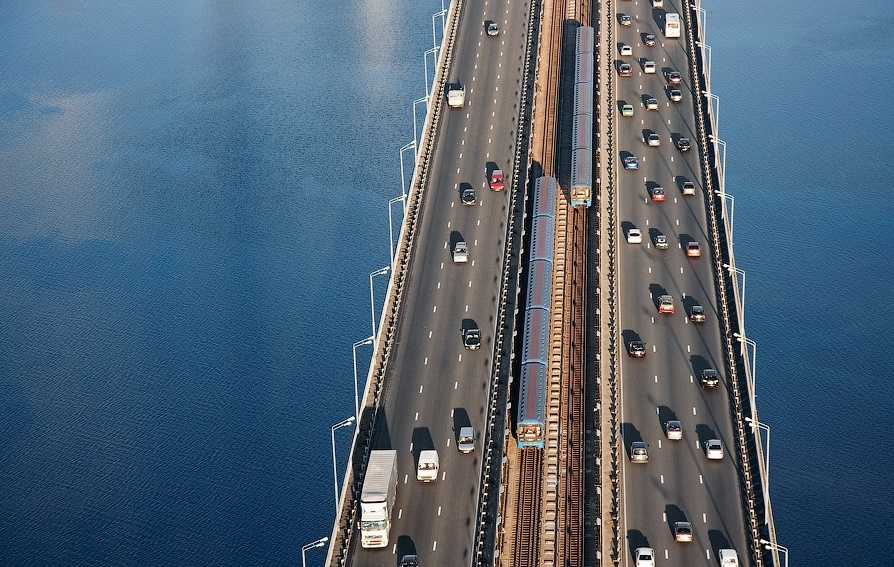
Сполучення лівого та правого берега Києва Південним мостом

За оцінками КМДА, щоденна маятникова міграція до Києва у 2016 році становила 300 — 500 тис. людей на добу. Більшу частину складають міста-сусіди (Бровари, Вишгород, Бориспіль та інші). Зустрічний потік з міста в область розвинений слабко через відносно малолюдність Київської області.
Для Київської агломерації, як й для самого Києва, звичною стала невідповідність між право- та лівобережною частинами: майже 80% робочих місць міста розташовано на правому березі, а більше 40% житла (у тому числі й велика частина дешевого житла) — на лівому. Вже у 1970-х роках в Києві з'явився задум створення свого ділового центру для лівобережної частини агломерації, проте він, як і всі наступні, так і не був здійснений. Тому в агломерації досить гостро стоїть питання переміщення населення між двома берегами й, відповідно, недостатньо високої пропускної здатності мостів. Посилилися й деякі невідповідності транспортної доступності — з міста Бровари дістатися на Хрещатик виявляється швидше, ніж з околиць самої столиці. При цьому процеси субурбанізації (щонайменше в їх західному розумінні) виражені досить слабо, оскільки відбувається подальше ущільнення та вертикалізація центру агломерації. У 2000-х роках блокова фрагментація радянського періоду тільки посилювалася й досягла ступеня мозаїчності.

### Московська агломерація
За даними досліджень на тему маятникової міграції, на початку 2000 року до Москви з області на роботу або навчання щодня приїжджали 800 — 850 тисяч людей, при цьому й в область зі столиці прямувало 200-250 тисяч. Таким чином, загальний оборот маятникової міграції Московської агломерації перевищив 1 млн осіб вже на початку 2000-х років. У 2010 році позитивне сальдо трудової маятникової міграції Москви досягло 1,8 млн осіб на добу, причому помітний внесок в нього вносили не лише жителі Московської області, а й інші найближчі сусідні регіони — Тульська, Володимирська та Калузька області.

### Маршрути у Сполучених Штатах
Бюро перепису населення США проводить опитування зі збору данних про час маршрутів, які дозволяють аналізувати середній час поїздок за галузями, місцезнаходженням та транспортним засобом. Станом на 2014 рік, середній час перебування для дорослих у США становив 26,8 хвилин. Занятість із найдовшими маршрутами — будівництво та видобуток (33,4 хвилини), комп'ютерні науки та математика (31,8) та спеціалісти з ділових операцій (30,2). Найкоротший маршрут мали військовослужбовці (21 хвилина). Загалом у США міські та заміські робітники мають аналогічний час у дорозі (близько 30 хвилин), тоді як сільські працівники мають значно коротші маршрути (22,6 хвилин). У США понад 90% працівників їздять на автомобілі, тоді як близько 5% їздять громадським транспортом. Статистичні моделі вказують, що окрім демографії та тривалості роботи, час на робочому місці є одним з найважливіших факторів дискреційного розподілу часу особами.